# Santa Cruz (Rio de Janeiro)
Santa Cruz ist ein Stadtteil von Rio de Janeiro. Santa Cruz ist Sitz der 19. Verwaltungsregion Rios, zu der auch Paciência gehört und liegt etwa 60 km westlich des Stadtzentrums von Rio de Janeiro. 

## Infrastruktur
Es wird durchzogen von der Vorortbahn SuperVia und weist eine abwechslungsreiche Landschaft mit ländlichen, Gewerbe-, Wohn- und Industriegebieten auf. Die Bevölkerung besteht meist aus Mittel- und Unterschicht mit niedrigem Einkommen. Wirtschaftlich bedeutsam ist der Hafen des nahegelegenen Itaguaí.

## Geschichte
Santa Cruz ist über 444 Jahre alt, aus einem Bauernhof entstanden und im Jahre 1567 gegründet.

## Galerie

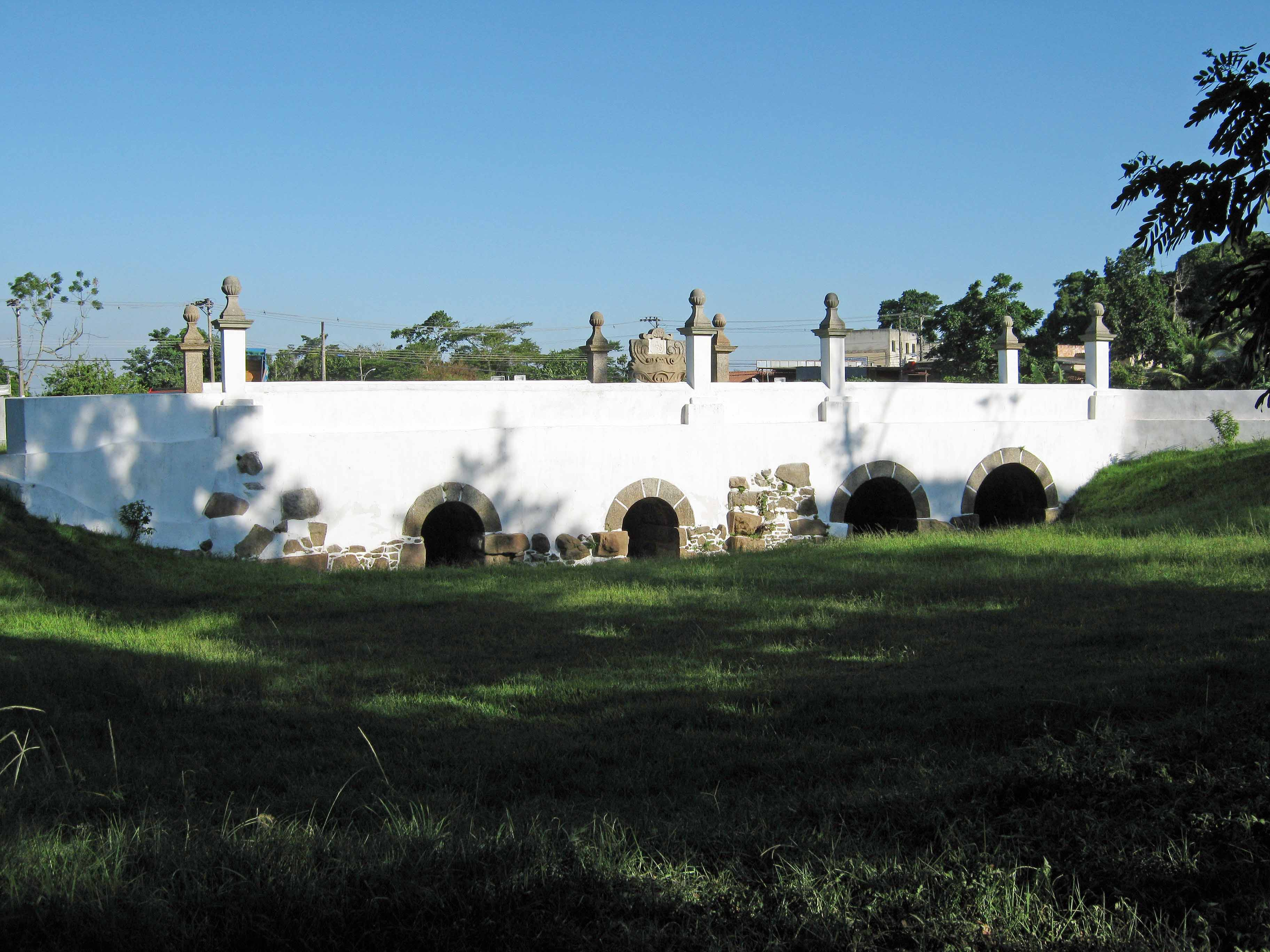
Die Brücke der Jesuiten (Ponte do Guandu, heute Ponte dos Jesuítas)
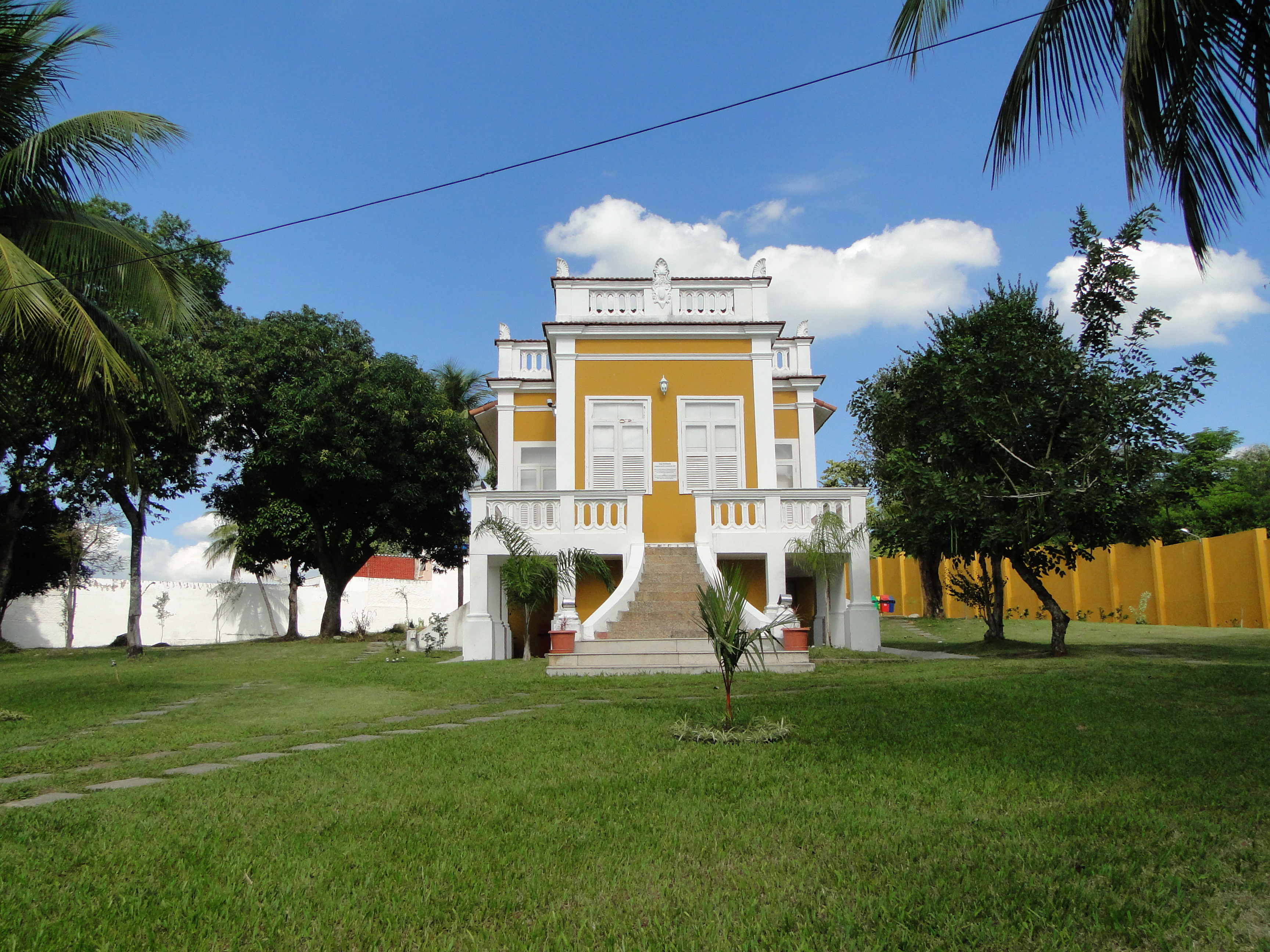
Residenz von Senator Julio Cesario de Mello
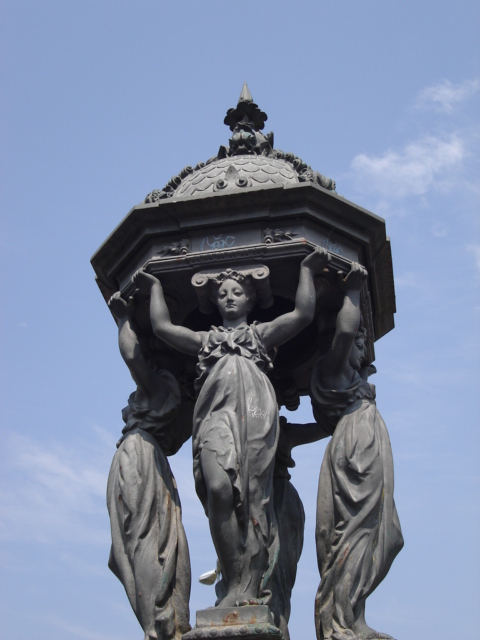
Brunnen des Wallace de Santa Cruz
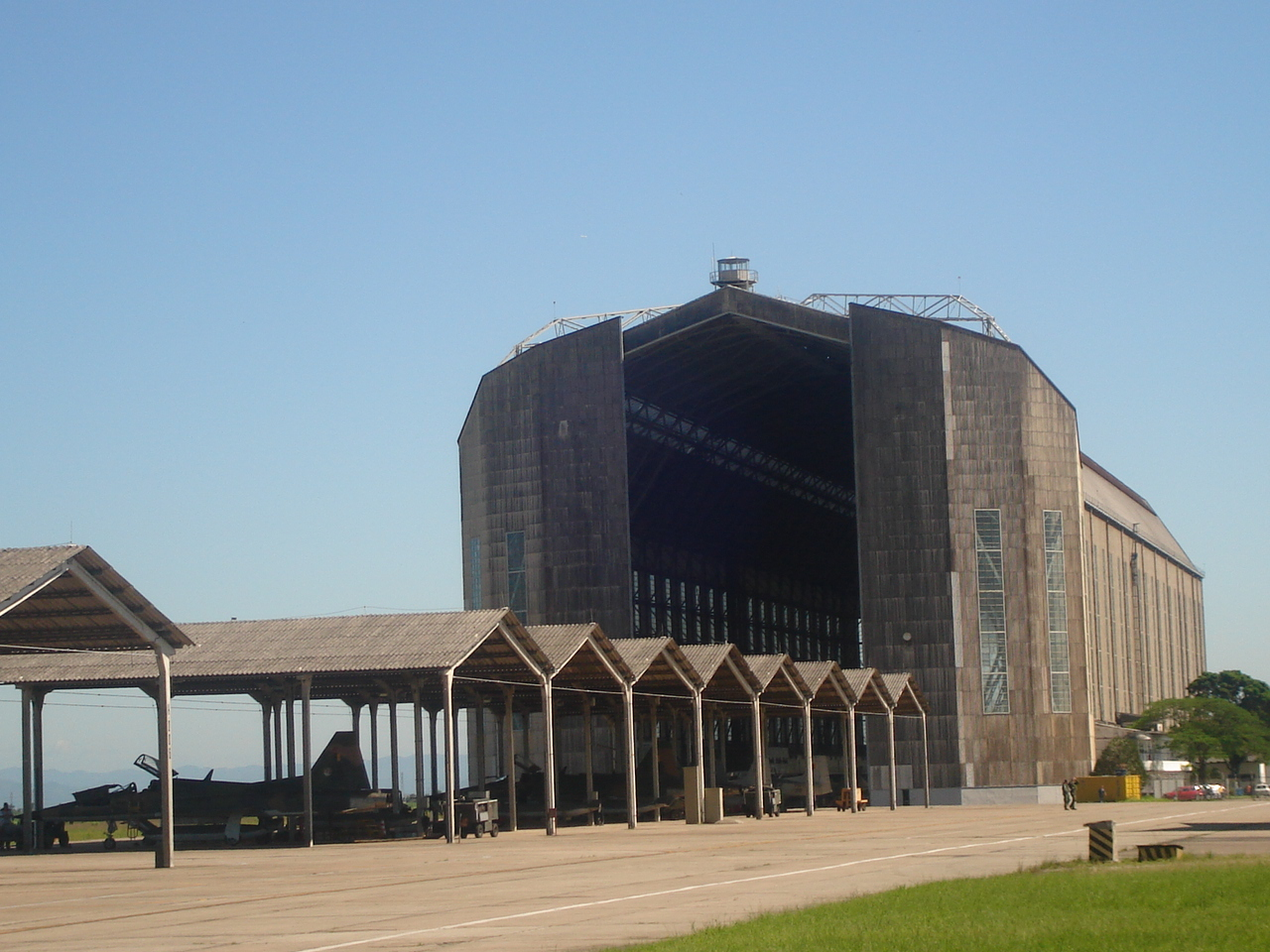
Die Zeppelin-Werft
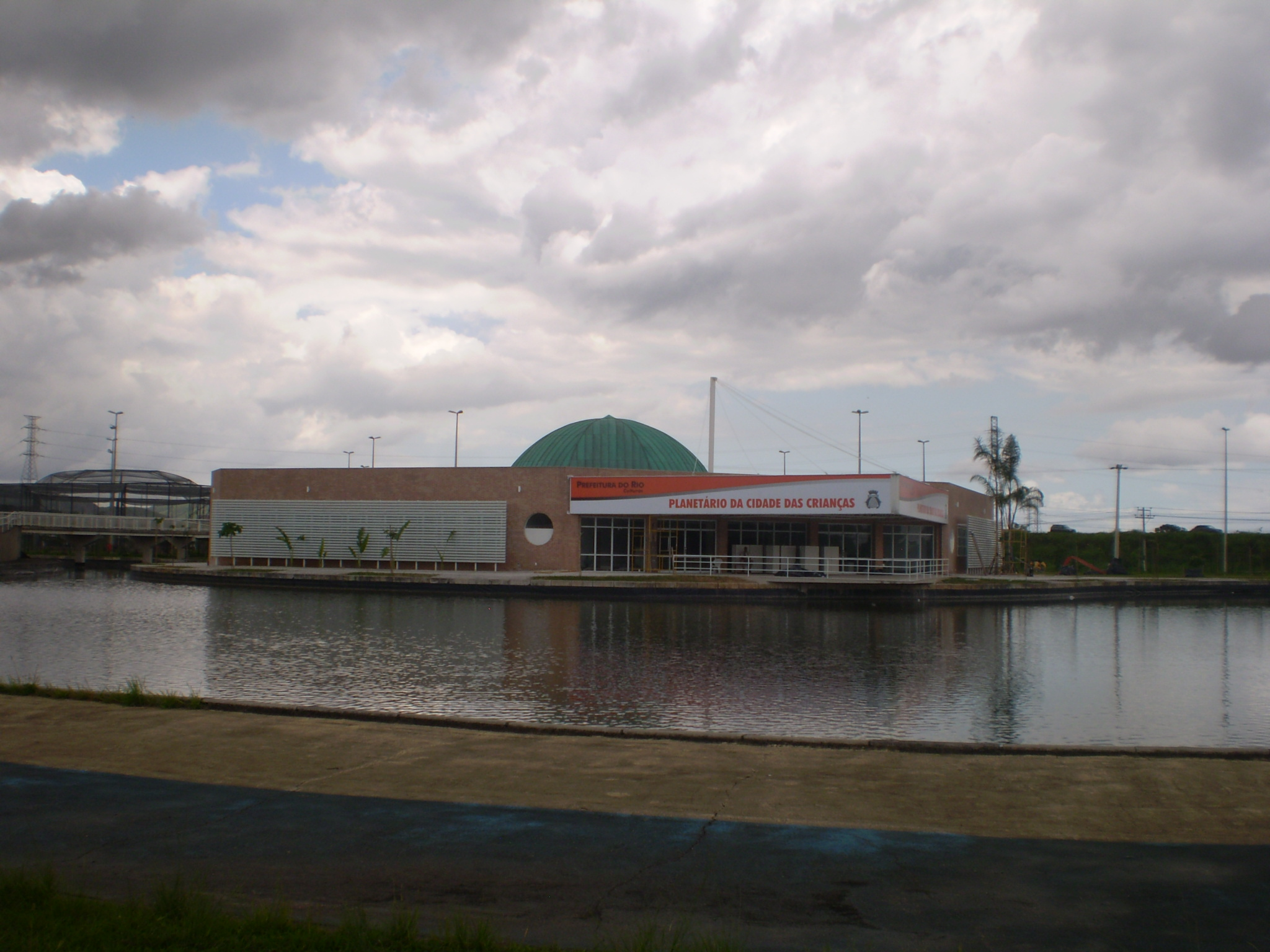
Planetarium der Stadt der Kinder
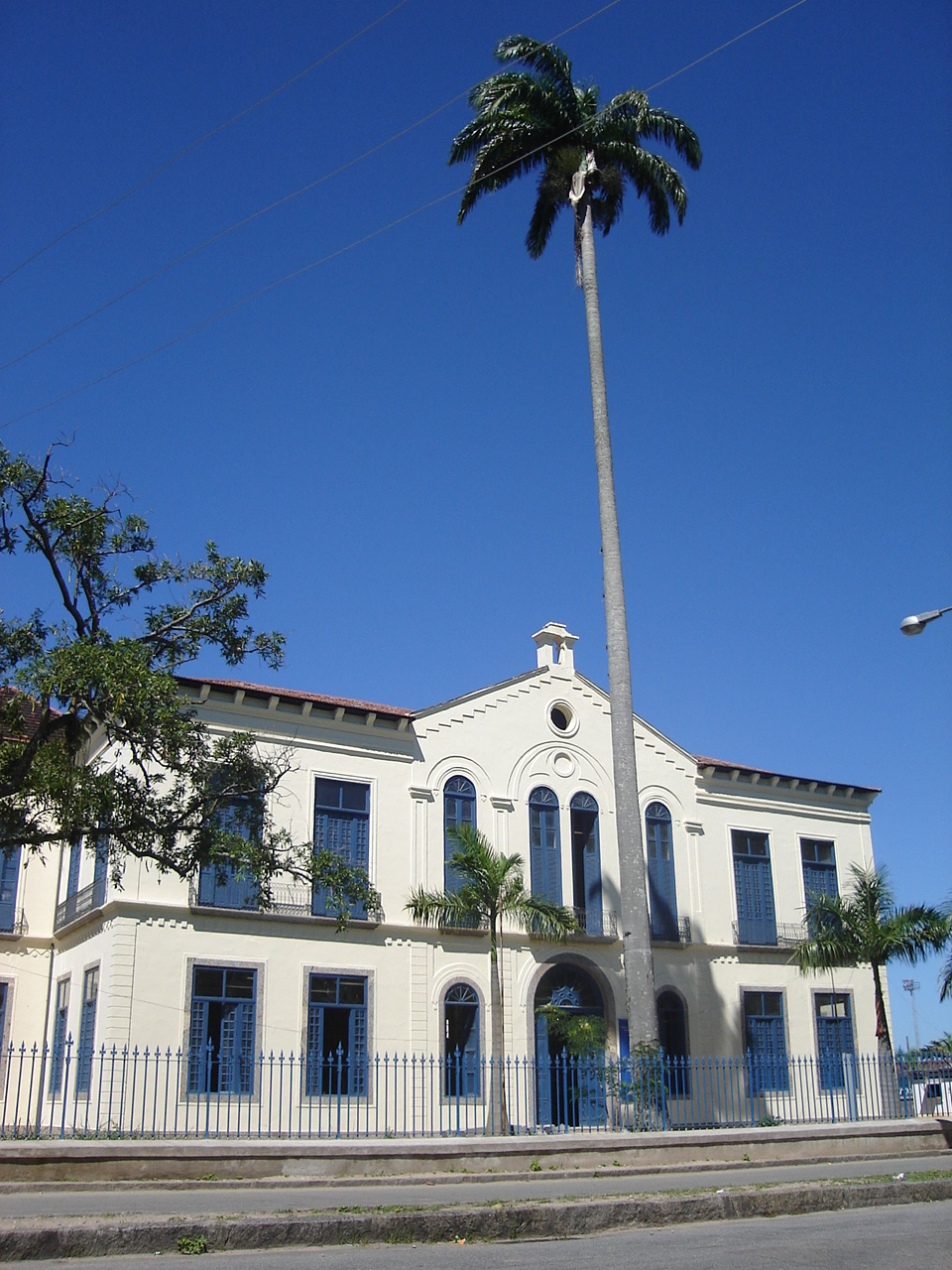
Palast der Prinzessin Isabel
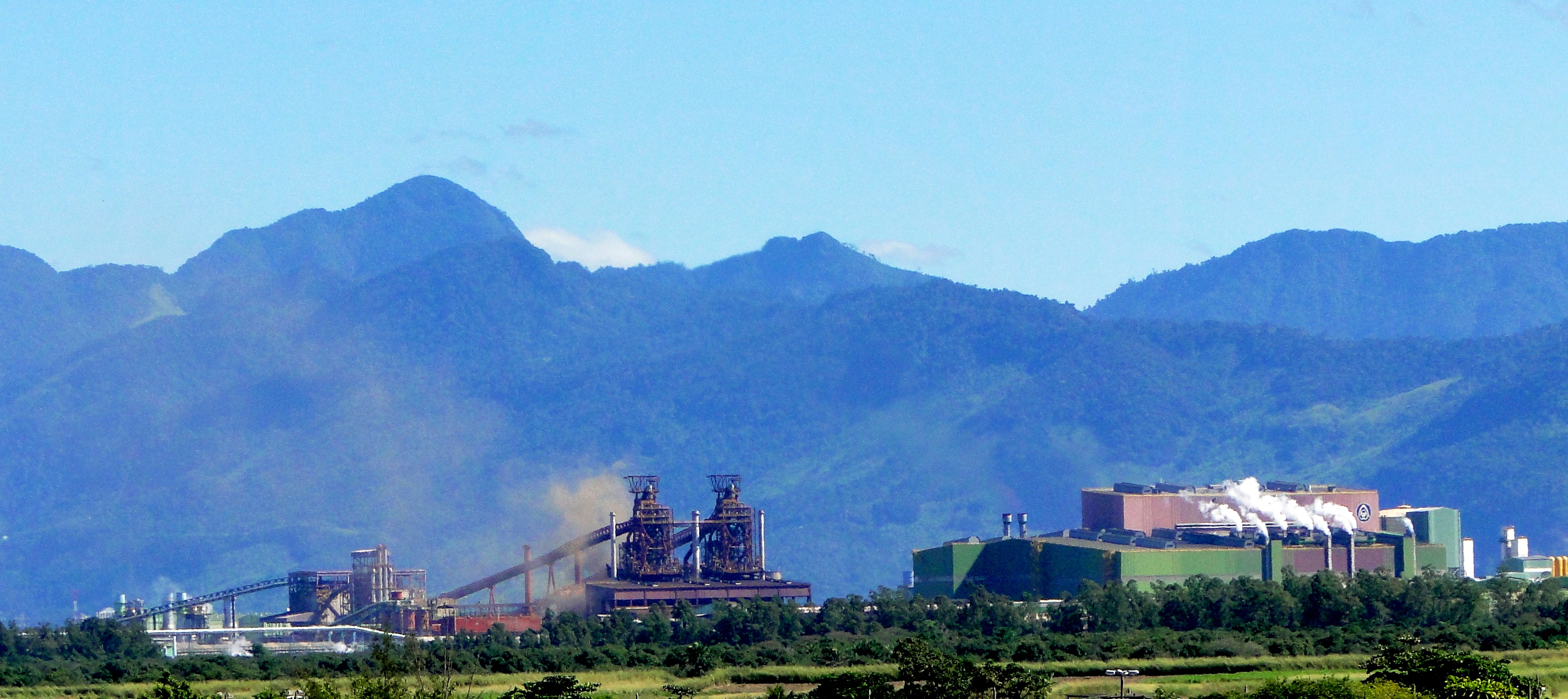
Thyssenkrupp-Stahlwerk